# 保護施設
保護施設（ほごしせつ）は、生活保護法に基づく保護（生活保護）を実施するために設置される福祉施設。同法第38条で、救護施設、更生施設、医療保護施設、授産施設、宿所提供施設の5種類が規定されている。
生活扶助は被保護者の居宅（自宅）で行うことが原則であるが、これによることが出来ないとき、これによっては保護の目的が達しがたいとき、被保護者が希望したときは、救護施設、更生施設等の適当な施設に入所させること、若しくは入所を委託することが出来る（法第30条第1項）。ただし、法第30条第1項の規定は、被保護者の意に反して施設入所を強制出来るものと解してはならない（法第30条第2項）。
また保護の実施機関は、被保護者の親権者又は後見人がその権利（子及び未成年被後見人に対する監護など）を適切に行わない場合においては、その異議があっても、家庭裁判所の許可を得て入所若しくは入所の委託の措置をとることが出来る（法第30条第3項）。施設入所により生活扶助を行う場合の保護金品は、被保護者または施設の長に対して交付する。（法第31条第5項）。

## 実施主体
保護施設を設置できるのは、都道府県、市町村、地方独立行政法人、社会福祉法人、日本赤十字社に限られている（法第40条及び第41条）。市町村、地方独立行政法人が保護施設を設置するときは、都道府県知事に届出が必要であり、社会福祉法人、日本赤十字社が保護施設を設置するときは、都道府県知事に申請書を提出して認可を受ける必要がある。
都道府県は、保護施設の設備及び運営について条例で基準を定めなければならない。（法第39条第1項）

都道府県は条例を定めるにあたり、「保護施設に配置する職員及びその員数」「保護施設に係る居室の床面積」「保護施設の運営に関する事項であって、利用者の適切な処遇及び安全の確保並びに秘密の保持に密接に関連するものとして厚生労働省令で定めるもの」の3つについては、厚生労働省が省令で定める基準に従い、「利用定員」については厚生労働省令で定める基準を標準として定め、その他の事項については厚生労働省令で定める基準を参酌する。（法第39条第2項）
法第39条第2項に基づく省令は「救護施設、更生施設、授産施設及び宿所提供施設の設備及び運営に関する基準」（昭和41年7月1日厚生省令第18号）として厚生労働省から出されており、医療保護施設を除く各施設の設置基準が定められている。

## 種別

### 救護施設
救護施設（きゅうごしせつ）は、「身体上又は精神上著しい障害があるために日常生活を営むことが困難な要保護者を入所させて、生活扶助を行うことを目的とする施設とする」と規定されている（法第38条第2項）。
施設では生活指導、作業訓練、健康診断の実施が行われ、また入所者は教養娯楽施設の利用が出来る。
入所を申請する場合は福祉事務所に行う。
救護施設に入所中は、基本的に医療扶助，介護扶助が適用されない。
救護施設では、居宅生活訓練事業が実施されており、訓練を行うことにより居宅生活が可能になると見込まれる入所者に対して、アパート等の住居を借り上げて居宅生活の訓練を行わせている。また、通所事業も実施されており、施設を退所した者を通所させて生活指導や生活訓練を行わせる通所訓練と、施設の職員が退所者の居宅へ訪問を行い生活指導等を行う訪問指導が行われている。

### 更生施設
更生施設（こうせいしせつ）は、「身体上又は精神上の理由により養護及び生活指導を必要とする要保護者を入所させて、生活扶助を行うことを目的とする施設とする。」と規定されている（法第38条第3項）。
施設では生活指導、作業訓練、健康診断の実施が行われ、また入所者は教養娯楽施設の利用が出来る。
入所の申請は福祉事務所に行う。
更生施設では、救護施設と同様の通所事業が実施されている。

### 医療保護施設
医療保護施設（いりょうほごしせつ）は、「医療を必要とする要保護者に対して、医療の給付を行うことを目的とする施設とする。」と規定されている（法第38条第4項）。
医療の給付は、基本的に国民健康保険の診療方針及び診療報酬の例によって行われる（法第55条の2）。

### 授産施設
授産施設（じゅさんしせつ）は、「身体上若しくは精神上の理由又は世帯の事情により就業能力の限られている要保護者に対して、就労又は技能の修得のために必要な機会及び便宜を与えて、その自立を助長することを目的とする施設とする。」と規定されている（法第38条第5項）。
被保護者が生業扶助を受ける場合は、基本的には必要な金銭を給付されるが、授産施設に入所中の被保護者が生業扶助を受ける場合は、授産施設の長から必要な現物給付を受ける（法第36条第2項及び第3項）。

### 宿所提供施設
宿所提供施設（しゅくしょていきょうしせつ）は、「住居のない要保護者の世帯に対して、住宅扶助を行うことを目的とする施設とする。」と規定されている（法第38条第6項）。

## かつての保護施設

### 養老施設
養老施設（ようろうしせつ）は、かつて法で定められていた保護施設の一つ。
戦前に定められた救護法に基づく養老院が、法の施行に伴い養老施設として位置づけられた。身寄りのない高齢者が入所していたが、1963年（昭和38年）の老人福祉法の制定により、同法第5条の3で定められている老人福祉施設の一つである養護老人ホームとなった。

## 問題点
保護施設の設置にあたって、地元住民から「治安が悪化する虞がある」などの理由で、地域エゴイズムによる反対運動が起こることがある。